# Skelberry (Northmavine)

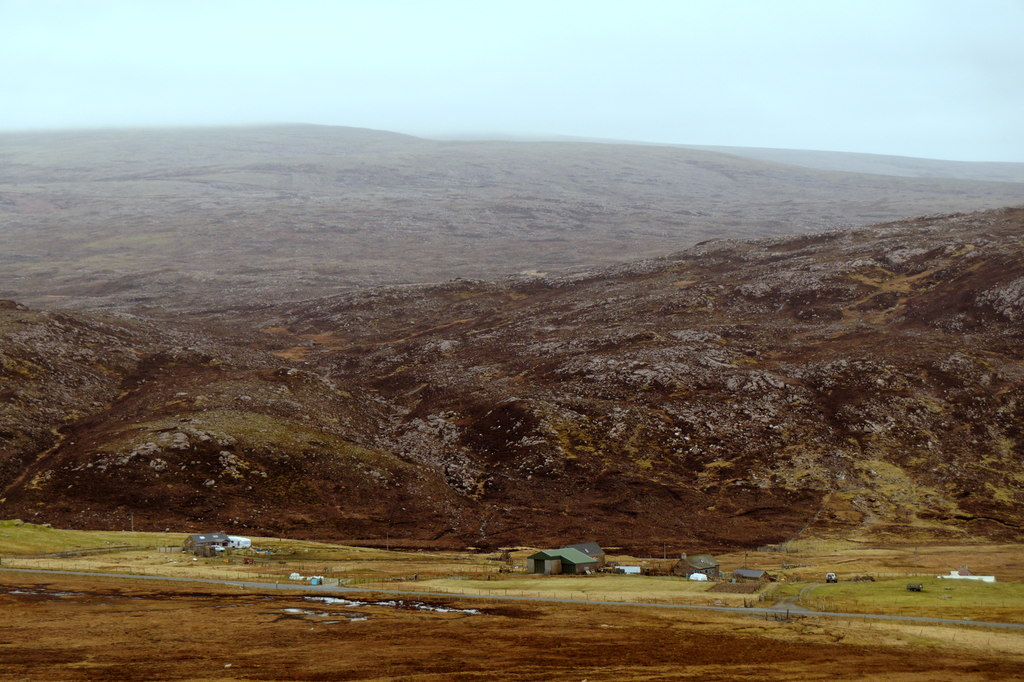
Blick auf Skelberry von Osten

Skelberry ist eine kleine Ortschaft, die in Schottland im Norden der Shetlandinseln liegt.

## Geographie
Die wenigen Häuser von Skelberry liegen im Norden von Mainland, im Osten der Halbinsel Northmavine in einem Tal, das auf der westlichen Seite durch die Berge Beorgs of Skelberry im Nordwesten und Beorgs of Housetter im Südwesten, im Osten durch Billia Field begrenzt wird. Nach Housetter ist es zwei Kilometer weit im Süden, zum nächsten größeren Ort, North Roe, etwa doppelt so weit im Norden.

## Historisches
Im Rahmen der historischen Gliederung Schottlands in Civil Parishes zählt Skelberry zu Northmaven.